# Страна чудес Алисы (фильм, 1923)
«Страна́ чуде́с Али́сы» (англ. Alice's Wonderland) — короткометражный черно-белый немой фильм Уолта Диснея, снятый в 1923 году в Канзас-Сити, Миссури. Первая серия «Комедий Алисы». Рабочее название — «Алиса в Стране снов».

## Сюжет
Девочка Алиса (Вирджиния Дэвис) приходит в анимационную студию, где аниматоры (в том числе и сам Уолт Дисней) показывают ей различные мультипликационные сцены на своих досках для рисования.
Ночью Алисе снится, будто она уехала на поезде в Мультипликационную страну, где вместе с анимационными героями принимает участие в праздничном параде. Однако львы, сбежавшие из мульт-зоопарка, объявляют охоту на Алису и загоняют её в кроличью нору. В итоге девочка прыгает со скалы и просыпается в своей постели.

## Художественные особенности
«Страна́ чуде́с Али́сы» — первый трюковый фильм Уолта Диснея с совмещением живого актёра и нарисованных персонажей.
Аниматоры: Хью Харман, Аб Айверкс, Рудольф Изинг, Карман Максвелл.